# María Teresa Rivas
María Teresa Orozco Moreno (Unión de San Antonio, Jalisco, 6 de mayo de 1918-Ciudad de México, 23 de julio de 2010), conocida como María Teresa Rivas, fue una actriz mexicana. Entre sus trabajos más destacados se encuentra su participación en las telenovelas; Gutierritos (1958) y la segunda versión de la misma en 1966, La dueña (1966), Lo que no fue (1969), Colorina (1980), y Amor gitano (1999).

## Biografía y carrera
Hay al menos dos versiones sobre su fecha de nacimiento. Muchas fuentes indican que nació en 1933. Sin embargo, otras fuentes incluyendo miembros de su familia indican que nació en 1918. Fue bautizada con el nombre de María Teresa Orozco Moreno. Inició su carrera como actriz en 1956 debutando en la película, Con quién andan nuestras hijas, sin embargo, se daría a conocer mejor protogonizando en la telenovela, Gutierritos, transmitida en 1958 y en donde interpretó a Rosa Hernández, la malvada esposa del protagonista. Esa versión sin embargo no pudo ser preservada debido a que se realizó en vivo, por lo que en 1966 se hizo una nueva, donde volvió a retomar el mismo personaje de villana.
Desarrolló una amplia trayectoria que incluía cine, teatro y televisión. En cine trabajó en películas como Las señoritas Vivanco,  Qué noche aquella, Simitrio y Cuando los hijos se pierden. Su trayectoria en televisión abarcó telenovelas tan variadas como Una noche sin mañana, Las abuelas, Cruz de amor, Los ricos también lloran, Colorina, Bianca Vidal, Agujetas de color de rosa y Amor gitano, entre muchas otras. También se desatacó como poetisa y compositora, llegando a grabar discos, y muchas de sus canciones fueron posteriormente interpretadas por grandes cantantes como Amparo Montes y Daniela Romo.
Se casó con Federico López Rivas, y estuvieron casados hasta la muerte de él en 1989. Procrearon tres hijos: Salvador, María Teresa y Federico. Fue abuela de 9 nietos y bisabuela de 15.
Sú último trabajo como actriz fue en la telenovela Carita de ángel para luego retirarse voluntariamente de la actuación. Solo hizo una aparición más en un capítulo de Mujer, casos de la vida real.

## Muerte
María Teresa Rivas falleció el 23 de julio de 2010 en la Ciudad de México. Al día siguiente fue cremada y sus cenizas fueron depositadas en el Rancho «La Pitaya» ubicado en La Unión de San Antonio, Jalisco, de donde era originaria.

## Filmografía

### Telenovelas
- Carita de ángel (2000-2001).... Madre superiora de otro colegio
- Amor gitano (1999).... Aya Petra
- La jaula de oro (1997).... Ofelia Casasola
- Agujetas de color de rosa (1994-1995).... Elvira Armendares
- Capricho (1993).... Doña Isabel vda. de Montaño
- Balada por un amor (1989-1990).... Victoria
- El precio de la fama (1987).... Mercedes
- Amalia Batista (1983-1984).... Doña Esperanza
- Bianca Vidal (1982-1983).... Esther Monasterio de Medina Rivas
- Los Pardaillan (1981).... Catalina de Medicis
- Colorina (1980-1981).... Ana María de la Vega de Almazán
- Verónica (1979-1980).... Marcelina
- Los ricos también lloran (1979-1980) .... Sor Úrsula
- Añoranza (1979)
- Ángel Guerra (1979)
- Una mujer (1978)
- Pacto de amor (1977-1978).... Ruth
- Yo no pedí vivir (1977).... Soledad Nájera
- Barata de primavera (1975-1976).... Laura Palmer
- Pobre Clara (1975).... Doña Mercedes Escobedo
- Mi rival (1973)
- Nosotros los pobres (1973)
- La señora joven (1972-1973) .... Martha
- Velo de novia (1971).... Rita
- Yesenia (1970-1971).... Magenta
- Magdalena (1970)
- Lo que no fue (1969) .... Cristina
- Cruz de amor (1968-1969).... Doña Delfina de los Monteros
- Las víctimas (1967)
- La dueña (1966).... Silvia
- Gutierritos (1966) .... Rosa Mendoza de Gutiérrez[9]
- Las abuelas (1965)
- Marina Lavalle (1965)
- Cumbres Borrascosas (1964).... Elena Dean
- La herencia (1962)
- Una noche sin mañana (1961)
- Conflicto (1961)
- Claudia (1960)
- Gabriela (1960).... Gabriela
- Gutierritos (1958).... Rosa Hernández de Gutiérrez

### Películas
- El maleficio II (1986).... Tía
- Una leyenda de amor (1982)
- Visita al pasado (1981) .... Josefa, la Corregidora
- El esperado amor desesperado (1976).... Albertina
- Siempre hay una primera vez (1971) .... Doña Raquel
- La viuda blanca (1970).... Victoria
- Remolino de pasiones (1970).... Sra. Landa
- La guerra de las monjas (1970).... Doña Angustias
- Paula (1969)
- El corrido de "El hijo desobediente" (1968)
- Fando y Lis (1968).... Mamá de Fando
- Ven a cantar conmigo (1967).... Directora
- Las dos rivales (1966)
- El proceso de Cristo (1966).... Claudia
- He matado a un hombre (1964).... Amalia Burgos
- Cri Cri el grillito cantor (1963) Secretaria de la XEW
- Cuando los hijos se pierden (1963)
- El analfabeto (1961).... Sra González
- Ellas también son rebeldes (1961).... Margarita Godinez
- Guantes de oro (1961)
- Simitrio (1961)
- Qué noche aquella (1959)
- Las señoritas Vivanco (1959).... Adelaida Covarrubias
- El derecho a la vida (1959).... Etelvina
- Miércoles de Ceniza  (1958).... Elvira
- El diario de mi madre (1958).... Alicia
- Con quién andan nuestras hijas (1956).... Teresa
- Tierra de hombres (1956)

### Series de TV
- Mujer, casos de la vida real (2001)
- Televiteatros (1993)
- Papá soltero (1987).... Clara (suegra de César)
- Los Pardaillan (1981).... Catalina de Médicis
- Gran teatro (1964)
- Puerta de suspenso (1959)

### Teatro
- La señora en su balcón (1966), de Elena Garro.
- Filomena Marturano (1957).
- La danza macabra (1970), de August Strindberg.
- Hipólito (1974), de Euripides.
- La galería del silencio, de Hugo Argüelles.

## Premios y nominaciones

### Premios TVyNovelas
| Año  | Categoría            | Telenovela                | Resultado |
| ---- | -------------------- | ------------------------- | --------- |
| 1995 | Mejor primera actriz | Agujetas de color de rosa | Nominada  |
| 1994 | Mejor primera actriz | Capricho                  | Nominada  |